# Ривера, Эдуардо
Эдуардо Ривера (исп. Eduardo Rodriquez Alvarez Shacklett Rivera; 30 ноября 1965, Мехико, Мексика) — мексиканский актёр и фотомодель.

## Биография
Родился 30 ноября 1965 года в Мехико. В мексиканском кинематографе дебютировал в 1992 году и с тех пор снялся в 28 работах в кино и телесериалах, в том числе и ряде культовых работ. Также попробовал себя и в качестве фотомодели. Является универсальным актёром, играющим как положительные роли, так и роли злодеев.

## Фильмография

### Избранные телесериалы
- 1992 — «Мария Мерседес» — Луис.
- 1995 — «Акапулько, тело и душа» — Оскар.
- 2003-04 — «Полюбить снова» — Исмаэль Пардо Иглесиас.
- 2006-07 — «Два лица страсти» — Маркос.
- 2006-10 — «Дурнушка» — детектив Баптиста.
- 2007 — «Секс и другие секреты» — Висенте.
- 2008-09 — «Осторожно с ангелом»
- 2008-н. в. — «Роза Гваделупе» — Альберто.
- 2010 — «Я твоя хозяйка» — Хуан Гранадос.
- 2011-н. в. — «Как говорится» — Андрес.
- 2012 — «Настоящая любовь»